# Denis Oswald
Denis Oswald (ur. 9 maja 1947 w Neuchâtel) – szwajcarski wioślarz i działacz sportowy, brązowy medalista olimpijski.

## Kariera
Wystąpił na igrzyskach olimpijskich w Meksyku w 1968, gdzie osada Szwajcarii w składzie: Denis Oswald, Hugo Waser, Peter Bolliger, Jakob Grob i Gottlieb Fröhlich (sternik) zdobyła brązowy medal w czwórkach ze sternikiem. W wyścigu finałowym o 3,42 sekundy przegrali z osadą Nowej Zelandii i o 0,84 sekundy z osadą NRD. Na rozgrywanych cztery lata później igrzyskach olimpijskich w Monachium w tej samej konkurencji zajął ósme miejsce. Brał też udział w igrzyskach olimpijskich w Montrealu w 1976, gdzie w czwórkach podwójnych był ósmy. 
Studiował prawo na Uniwersytecie w Neuchâtel i University of Cambridge. Początkowo prowadził praktykę w Neuchâtel, następnie został wybrany na członka Sportowego Sądu Arbitrażowego w Lozannie. Profesor, następnie profesor emeritus Uniwersytetu w Neuchâtel. W latach 1976-1980 był prezydentem klubu SN Neuchâtel. W latach 1978-1989 sekretarz generalny, a w latach 1989-2014 prezydent Międzynarodowej Federacji Wioślarskiej. W latach 1985-1996 był zastępcą sekretarza generalnego Szwajcarskiego Komitetu Olimpijskiego. W 2013, podczas 125. Sesji MKOl, był kandydatem na przewodniczącego Międzynarodowego Komitetu Olimpijskiego (członkiem tej organizacji został w 1991). W 2025 został Kawalerem Legii Honorowej.